# السور والبرج

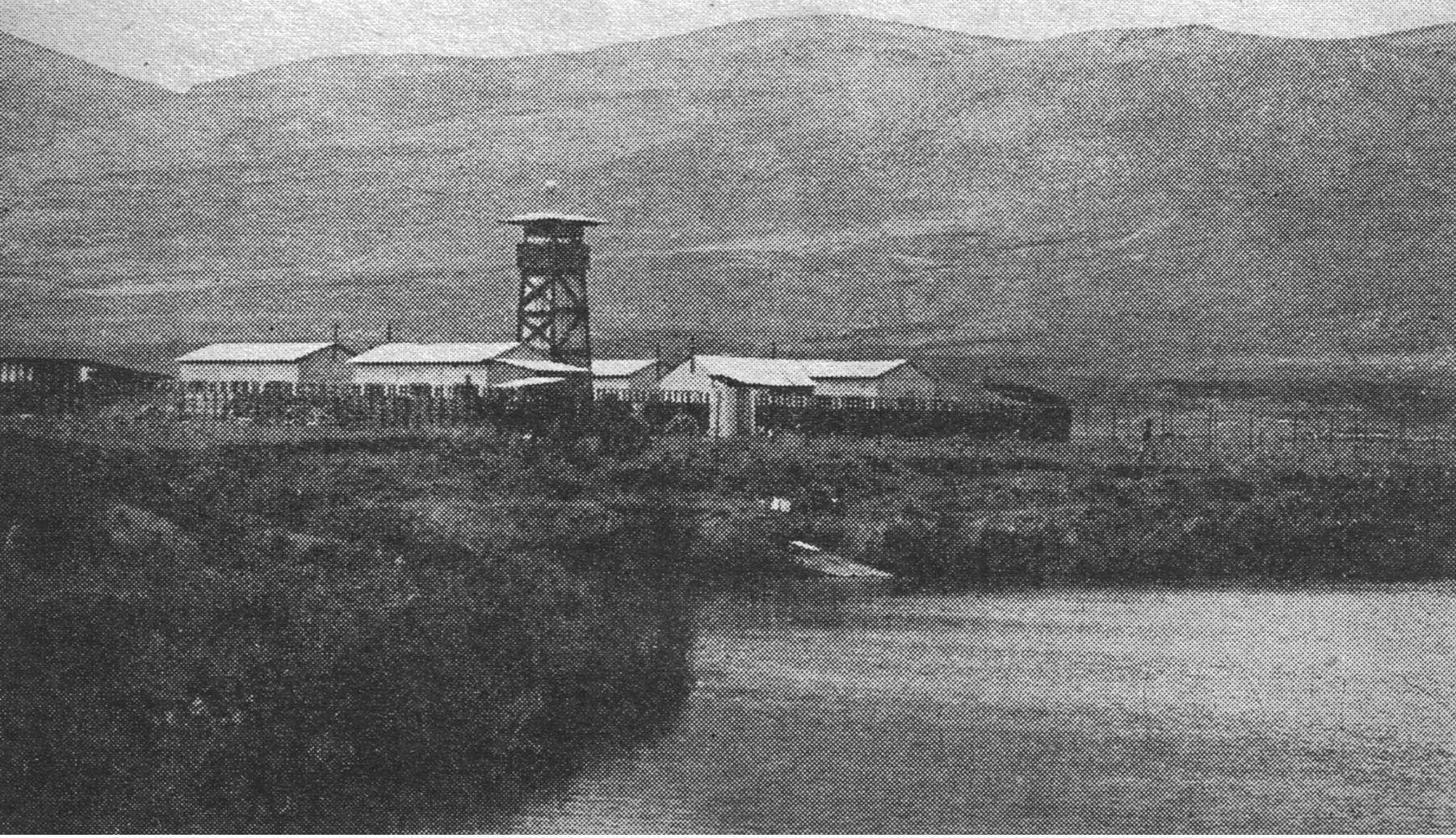
نير دافيد – السور والبرج (1946)

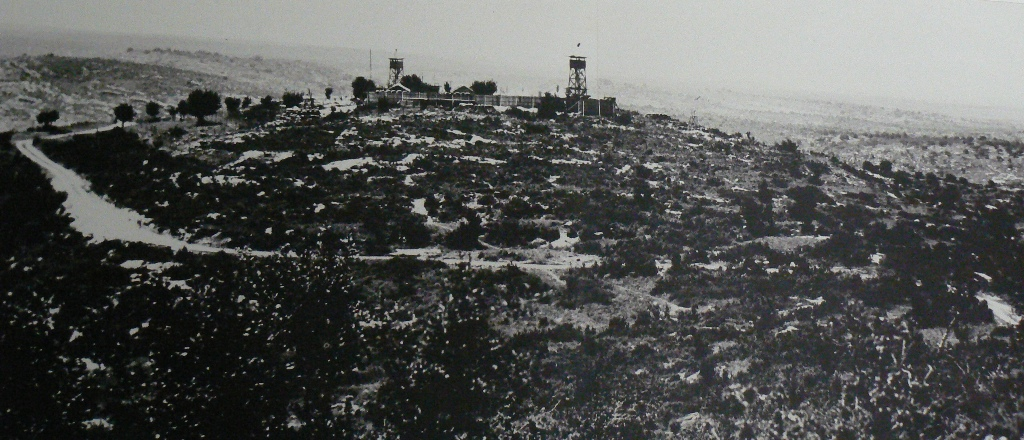
كيبوتس حنيتا – السور والبرج (1938)

كان السور والبرج (بالعبرية: חוֹמָה וּמִגְדָּל) أسلوب استيطاني استخدمه المستوطنين الصهاينة في فلسطين الانتدابية خلال الثورة الفلسطينية الكبرى 1936–39. كان إنشاء المستوطنات اليهودية الجديدة مقيد قانوناً من قبل سلطات الانتداب، ولكن البريطانين أعطوا عموماً موافقة ضمنية لتدابير السور والبرج كوسيلة لمواجهة الثورة العربية. وأثناء حملة السور والبرج، أنشئت نحو 57 مستوطنة يهودية من بينها 52 كيبوتس والعديد من الموشافات في أنحاء البلاد. كان الأساس القانوني هو قانون عثماني تركي كان ساري المفعول خلال فترة الانتداب، الذي نص على أنه لا ينبغي هدم أي بناء غير قانوني إذا كان السقف قد اكتمل.